# Officiella tidningen
Officiella tidningen (finska Virallinen lehti, med samma betydelse) är en statlig officiell tidning i Finland. Den är Finlands äldsta ännu utkommande tidning.

## Historia
Officiella tidningen grundades 1820 som den enspråkigt svenska Finlands allmänna tidning. År 1856 startade en finsk systertidning, Suomen Julkisia Sanomia ("Finska offentliga meddelanden"), som 1866 bytte namn till Suomen Wirallinen lehti  ("Finlands officiella tidning", äldre stavning). Under förtrycksperioderna i Finland 1899 fram till Finlands självständighet gavs ryskspråkiga Finljandskaja Gazeta ("Finlands tidning") ut.
År 1931 stiftades en lag (2.10.1931/268) om den officiella tidningen, och de finska och svenska tidningarna slogs ihop till en.
Nuvarande huvudredaktör är Jari Linhala.

## Galleri

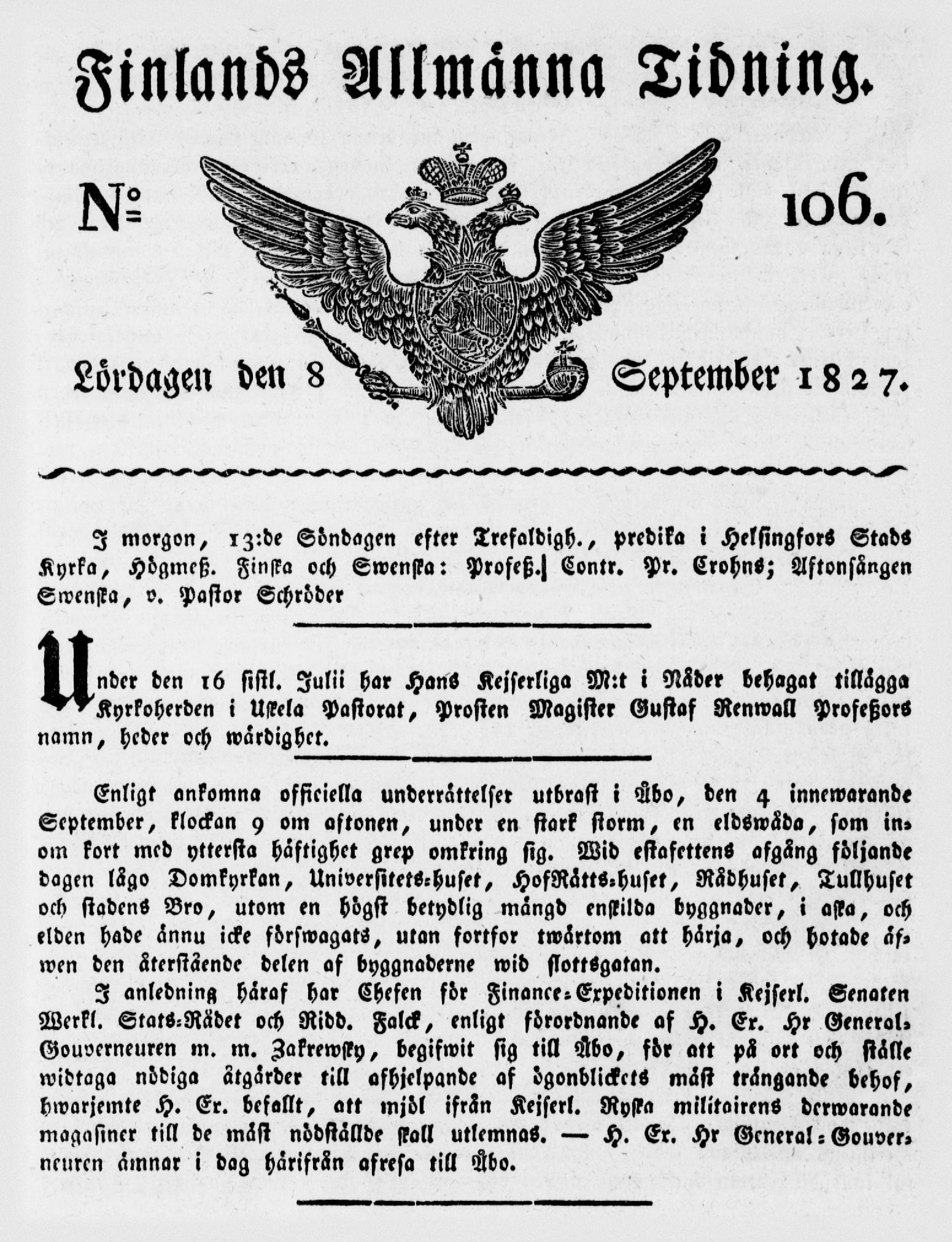
Finlands allmänna tidning, 1878.
- Finlands Allmänna tidning, 1827.
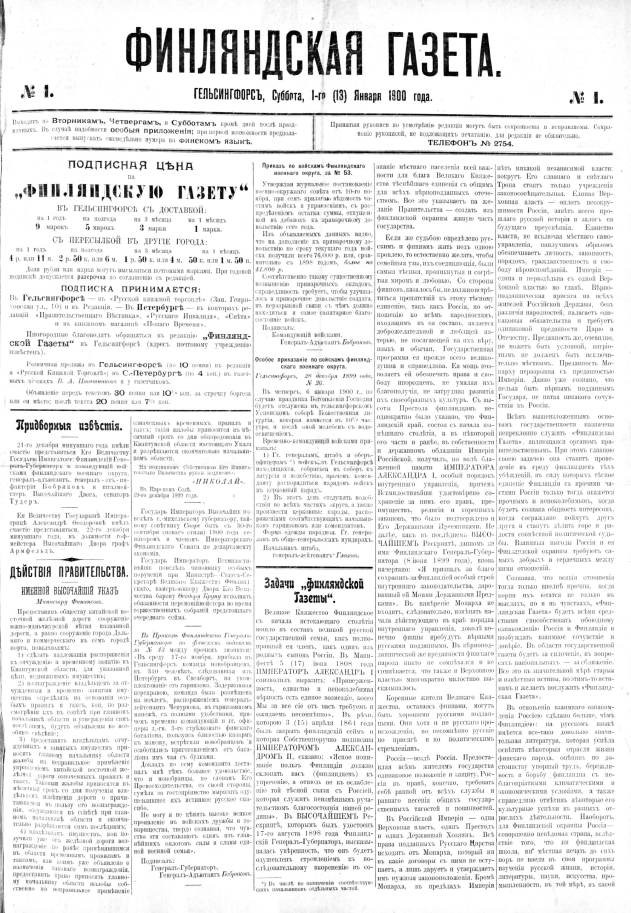
Finljandskaja Gazeta, 1900.